# جيمس ماكدونالد (لاعب كرة قدم أمريكية)
جيمس ماكدونالد (بالإنجليزية: James McDonald) هو لاعب كرة قدم أمريكية أمريكي، ولد في 29 مارس 1961 في لونغ بيتش في الولايات المتحدة.

## وصلات خارجية
- جيمس ماكدونالد على موقع كلية كرة السلة في سبورتس رفرنس.كوم (الإنجليزية)
- جيمس ماكدونالد على موقع مرجع كرة القدم المحترفة.كوم (الإنجليزية)